# Бжезінко (Куявсько-Поморське воєводство)
Бжезінко (пол. Brzezinko) — село в Польщі, у гміні Любич Торунського повіту Куявсько-Поморського воєводства.
Населення — 268 осіб (2011).
У 1975-1998 роках село належало до Торунського воєводства.

## Демографія
Демографічна структура станом на 31 березня 2011 року:
|          | Загалом | Допрацездатний вік | Працездатний вік | Постпрацездатний вік |
| -------- | ------- | ------------------ | ---------------- | -------------------- |
| Чоловіки | 138     | 32                 | 97               | 9                    |
| Жінки    | 130     | 26                 | 79               | 25                   |
| Разом    | 268     | 58                 | 176              | 34                   |